# Banda (departement)
Banda is een departement in de Argentijnse provincie Santiago del Estero. Het departement (Spaans:  departamento) heeft een oppervlakte van 3.597 km² en telt 128.387 inwoners.

## Plaatsen in departement Banda
- Antajé
- Ardiles
- Cañada Escobar
- Chaupi Pozo
- Clodomira
- Estación Simbolar
- La Aurora
- La Banda
- La Dársena
- Los Quiroga
- Tramo 16